# ウェディング (テレビドラマ)
『ウェディング』（原題：웨딩）は、 2005年8月23日から10月25日までKBS2で18回にわたって放送された韓国の連続テレビドラマ。価値観の違う男女の新婚生活におけるその愛と葛藤を描く。主演はリュ・シウォンとチャン・ナラで、2人が新婚夫婦役を演じた。脚本を書いたオ・スヨンは2000年に放送されてヒットした『秋の童話』などの脚本家として知られる。

## 登場人物
ハン・スンウ
演 - リュ・シウォン
外務省外務部秘書官。セナの夫になる。
イ・セナ
演 - チャン・ナラ
裕福な家で育った女性。スンウの妻になる。
シン・ユンス
演 - ミョン・セビン
スンウの初恋相手。花屋を営む。
ソ・ジニ
演 - イ・ヒョヌ
スンウの先輩外交官。
チョンミン
演 - チェ・ウジェ
ジャズ・バーの経営者。
ルイ
演 - オカベ・トモアキ
チョンミンの弟。
オ・スジ
演 - コン・ヒョンジュ
セナの友人で、同じ音楽大学の学生。
チャ・ウニ
演 - ミン・ジア
セナと同じ音楽大学の学生。
イ・ジョンイル
演 - カン・ソグ
セナの父。
ソン・ヘリム
演 - ナ・ヨンヒ
セナの母。
チョン・スッキ
演 - チョン・ヨンスク
スンウの母。